# A modo mio amo
A modo mio amo è un singolo della cantante italiana Annalisa, pubblicato il 24 giugno 2013 come terzo estratto dal terzo album in studio Non so ballare.

## Descrizione
Il singolo è interamente composto da Roberto Casalino, già autore in passato di altri singoli della cantante. Annalisa in merito alla canzone e all'uso delle sillabe esprime un concetto già affrontato in passato e dichiara a tal proposito::
Sul considerare quasi sempre solo la coppia come il fulcro dell'amore, la cantante, rivela che si dovrebbe fare uno sforzo in più, rendendosi conto che l'amore, oltre che coinvolgere la coppia, muove qualsiasi cosa ed è l'ingrediente alla base di qualsiasi scelta, nonché costante quotidiana. L'uso dell'arrangiamento pop rock è stato scelto per rappresentare e rafforzare questo messaggio.
Il brano è stato presentato in anteprima, durante la V edizione del Premio Biagio Agnes, svoltosi il 22 giugno e mandato in onda in seconda serata su Rai1 il successivo 29 giugno. Successivamente con lo stesso brano ha partecipato nella categoria Big del Music Summer Festival - Tezenis Live.
Il brano viene utilizzato nel marzo 2014 da Real Time per il promo della tredicesima edizione di Amici di Maria De Filippi.

## Video musicale
Il 24 luglio 2013 è stato pubblicato in anteprima sul sito di TGcom24 il videoclip del brano, mentre il giorno seguente è stato caricato attraverso il canale YouTube della Warner Music Italy. Diretto da Gaetano Morbioli, il video è l'insieme delle immagini di tutti i video musicali e relativi retroscena estratti dagli album in studio solisti di Annalisa; è escluso quindi il video del singolo Pirati, pubblicato in esclusiva per un film.

## Tracce
Testi e musiche di Roberto Casalino.
1. A modo mio amo – 3:42

## Formazione
Musicisti
- Annalisa - voce
- Davide Graziano - Pads engineering
- Alessandro Svampa - batteria e percussioni
- Massimo Camarca - basso, ingegneria del basso, contrabbasso e Pads engineering
- Stefano Camarca - chitarre acustiche ed elettriche, banjo
- Daniel Bestonzo - ingegneria dei pad e della batteria, tastiera, pianoforte

Produzione
- Davide Graziano - produzione artistica e arrangiamenti
- Marisa Besutti per Assim s.r.l. - produzione secutiva
- Annalisa - arrangiamento vocale e Concept album
- Roberta Bacciolo - arrangiamento vocale
- Daniel Bestonzo - arrangiamento strumenti ad arco
- Massimo Camarca - arrangiamento strumenti ad arco
- Fabrizio Argiolas - registrazione, missaggio, mastering e editing musicale e vocale presso Punto Rec. Studios di Torino
- Christian "Giamaicocrinito" De Maestri - assistenza tecnica
- G.G. Giai e Pippo Monaro - Pre-produzione presso Blumusica Studio di Torino